# Флаг поселения Новофёдоровское
Флаг внутригородского муниципального образования поселение Новофёдоровское в городе Москве — опознавательно-правовой знак, служащий официальным символом муниципального образования.
Флаг утверждён 26 октября 2007 года как флаг муниципального образования сельское поселение Новофёдоровское Наро-Фоминского муниципального района Московской области (с 1 июля 2012 года — внутригородское муниципальное образование поселение Новофёдоровское в городе Москве) и 9 ноября 2007 года внесён в Государственный геральдический регистр Российской Федерации с присвоением регистрационного номера 3598.
Решением Совета депутатов поселения Новофёдоровское от 27 апреля 2017 года № 335/47 данный флаг был утверждён флагом поселения Новофёдоровское с сохранением регистрационного номера в государственном геральдическом регистре.
Флаг составлен на основании герба сельского поселения Новофёдоровское по правилам и соответствующим традициям вексиллологии и отражает исторические, культурные, социально-экономические, национальные и иные местные традиции.

## Описание
«Прямоугольное зелёное полотнище с отношением ширины к длине 2:3, несущее фигуры герба: белую диагональную нисходящую волнистую полосу (габаритная ширина полосы 2/15 ширины полотнища) и поверх неё в середине полотнища изображение Архангела Михаила, выполненное жёлтым, оранжевым и телесным цветом».

## Обоснование символики
Новофёдоровское сельское поселение расположено на древней земле Подмосковья. Здесь издавна жили люди, которые созидали, защищали и приумножали славу Российского государства. Об этом говорит композиция флага.
Фигура Архангела Михаила символизирует духовное наследие, оберегаемое местными жителями. На территории поселения находится известная в нашей стране и за её пределами Зосимова Троице-Одигитриевская пустынь. Основанная в 1826 году старцем преподобным Зосимой, она стала одним из центров духовности и культуры, а сейчас является и памятником церковной монастырской архитектуры. Сейчас монастырь возрождён; найден и обустроен колодец-источник, созданный преподобным Зосимой и известный ещё в XIX веке чудесами исцеления.
Во второй половине XVII века в деревне Белоусово был построен храм, освящённый в честь Михаила Архангела и ставший местной почитаемой святыней.
Архангел Михаил в христианской культуре всегда олицетворял смелость, мужество, решительность в борьбе за веру, воина — защитника земли.
Символика белой полосы на флаге сельского поселения многозначна:
— это шоссе Москва—Киев, композиция флага поселения перекликается с гербом Киева, где также изображён архангел Михаил.
— река Пахра, протекающая по территории поселения;
— полоса-дорога это также символ жизненного пути человека.
Жёлтый цвет (золото) — символ солнечного света, богатства, стабильности, тепла, уважения.
Белый цвет (серебро) — символ чистоты, совершенства, мира и взаимопонимания.
Зелёный цвет — символ здоровья, молодости, жизненных сил и роста.